# Марсело Флорес
Марсело Флорес (ісп. Marcelo Flores; нар. 1 жовтня 2003) — мексиканський футболіст, півзахисник клубу «УАНЛ Тигрес» та національної збірної Мексики. Виступав також за клуби «Реал Ов'єдо» та «Арсенал».

## Клубна кар'єра
Марсело Флорес народився 2003 року. Займався в юнацьких командах футбольних клубів «Іпсвіч Таун» та «Арсенал». У 2022 році футболіста перевели до головної команди клубу «Арсенал», проте за короткий час Флореса віддали в оренду до іспанського клубу «Реал Ов'єдо», в якій футболіст грав до закінчення сезону 2022—2023 років. У 2023 році Марсело Флорес на умовах постійного контракту перейшов до мексиканського клубу «УАНЛ Тигрес».

## Виступи за збірні
У 2021 році Марсело Флорес залучався до складу молодіжної збірної Мексики. На молодіжному рівні зіграв у 2 офіційних матчах. У цьому ж році футболіст дебютував у складі національної збірної Мексики. У складі збірної Флорес був учасником розіграшу Кубка Америки 2024 року у США. Станом на листопад 2024 року зіграв у складі збірної 3 матчі, в яких забитими м'ячами не відзначився.